# آبای
آبای (به لاتین: Oboý) یک منطقهٔ مسکونی در ترکمنستان است که در شهرستان برکت واقع شده‌است. آبای ۷۲۵ نفر جمعیت دارد و ۱۰۵ متر بالاتر از سطح دریا واقع شده‌است.